# John Carr

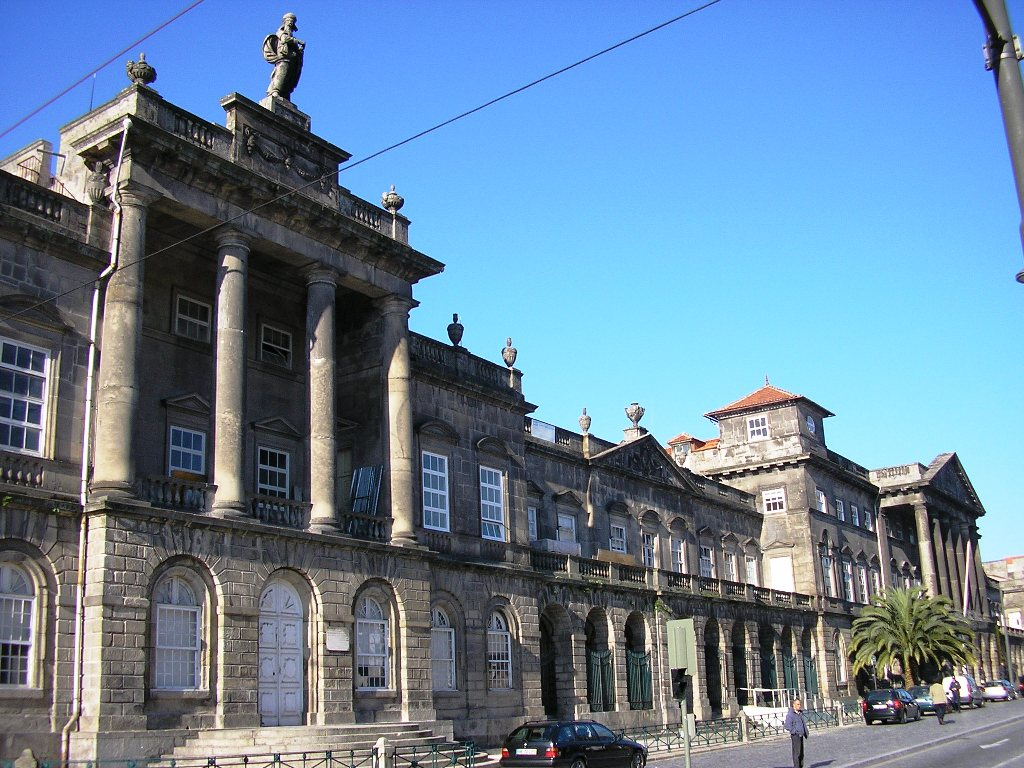
Fachada principal del hospital de San Antonio, en Oporto.

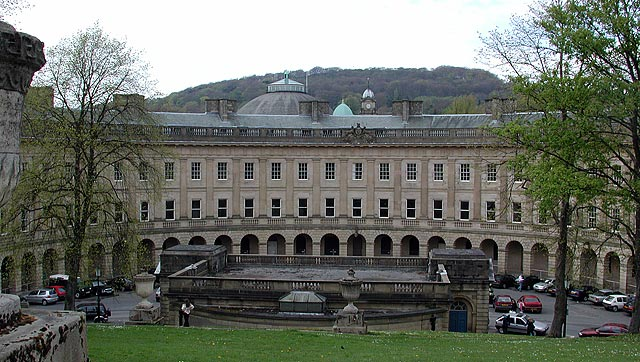
El Crescent de la localidad de Buxton

John Carr (1723-1807) fue un arquitecto neoclásico de Inglaterra del siglo XVIII. 

## Trayectoria
Nacido en Horbury, cerca de la ciudad de Wakefield, en el condado de Yorkshire del Oeste, John  fue el mayor de nueve hijos de un maestro albañil, con quien empezó a conocer el oficio. Comenzó su carrera en 1748 que continuó hasta pocos años antes de su muerte.
Carr decidió establecerse en el condado de Yorkshire en vez de traladarse a Londres porque entendió que allí habría suficientes encargos para su carrera. A lo largo de su vida, hizo cientos de pequeñas obras. Sin embargo, una de sus obras más importante fue fuera de su país, la construcción en 1779, del Hospital de San Antonio, en la ciudad de Oporto, en Portugal. Este hospital fue construido en terrenos baldíos en la época, en las afueras de Oporto, y constituye el más palladiano de los edificios portugueses. Se presenta de forma sobria, simple y simétrica, con volúmenes bien definidos, dispone de una galería y aparejo en la planta baja. Cuerpo central con columnas que simula un templo clásico, flanqueado por varios cuerpos que avanzan y retroceden hasta las torretas en las esquinas. La decoración es muy escasa y limitada a unos pocas esculturas, urnas y elementos arquitectónicos clásicos. 
Su obra preferida fue el Crescent de la localidad de Buxton, en Derbyshire, construido entre 1780 y 1784, que es uno de los primeros ejemplos de arquitectura multifuncional, y que incorpora hoteles, casas de huéspedes, sala para fiestas (Assembly rooms), tiendas, oficina de correo y paseo público. 
Entre las obras realizadas en Buxton destaca el edificio para los establos, que será reconvertido en 1858 en lo que será el Hospital real de Devonshire.

## Obras

### Edificios Públicos
(dem = demolida) en orden cronológico
- York The Pikeing Well-House New Walk 1752–56
- York Grandstand Knavesmire Racecourse 1755–56 dem
- Beverley Assembly Rooms, 1761–63 dem
- Wakefield, The House of Correction, 1766–70 dem
- Leeds, The General Infirmary, 1768–71 dem
- Oporto, Portugal, The Hospital de Santo António 1769-c. 1843
- Newark, Notts., Town Hall, Assembly Rooms and Market Hall, 1773–76
- York, Assize Courts, now York Crown Court 1773–77
- York County Lunatic Asylum, now Bootham Park Hospital 1774–77
- Lincoln, Lincs., Lincoln County Hospital 1776
- Doncaster, Racecourse Grandstand, 1777–81 dem
- Nottingham, racecourse grandstand, 1777 dem
- Nottingham, Notts., Assembly Rooms, 1778 dem
- Kelso, Roxburghs., design for Racecourse Grandstand, 1778 (construido en 1822)
- Buxton, Derbys., The Assembly Rooms in the Crescent 1779–90
- York, The Female Prison, 1780–83
- Northallerton, Court House, 1784–88 dem
- Northallerton, House of Correction 1784–88
- Chesterfield, Derbys., Town Hall, 1787–88 dem
- Lismore, Waterford, design for Session House, 1799

### Iglesias
- Ravenfield, 1756;
- Kirkleatham, Payment for design, 1759;
- Dewsbury Minster, Partly rebuilt 1765-7;
- Bierley, 1766; attributed:
- Boynton, largely rebuilt 1768–70;
- Sheffield, St. Peter, alterations 1773-5;
- Rokeby, completed church 1777-8;
- Denton, 1776; attributed
- Holy Rood Church, Ossington, Notts., 1782-3;
- St Peter and St Leonard's Church, Horbury, 1790-4.

### Puentes
- Aysgarth (R.Ure), 1788;
- Ayton (R.Derwent), 1775;
- Bainbridge (Yore Bridge, River Ure, (1793) and Bain Bridge, River Bain, (widened 1785))
- Birdforth (Birdforth Beck) 1798dem;
- Bow Bridge, (R.Rye), 1789;
- Catterick (R.Swale) 1792;
- Crambeck 1785;
- Croft (R. Tees), 1795;
- Danby Wiske, 1782;
- Downholme, (R.Swale), 1773;
- East Row,Sandsend, nr. Whitby, 1777;
- Ellerbeck, nr. Osmotherley, 1790;
- Greta, nr.Rokeby, 1773;
- Grinton (R.Swale), 1797;
- Hawnby (R.Rye), 1800;
- Howsham Bridge not executed
- Kilvington (Spital Beck), 1774dem;
- Kirkham Bridge not executed
- Low Bourn (R.Burn), nr. Masham 1775;
- Morton on Swale (R.Swale), 1800-3;
- South Otterington (R.Wiske) 1776;
- Reeth (Arkle Beck), 1772-3;
- Riccall,nr. Helmsley, 1803;
- Richmond (R.Swale), 1789;
- Rutherford (R.Greta), 1773;
- Skeeby nr. Richmond, 1782;
- Skipton on Swale, 1783;
- Strensall, (R.Foss), 1798,
- Thirkleby, 1799;
- Thirsk Mill, Millgate, (over Cod Beck) 1789;
- York, Yearsley Bridge (R.Foss) 1794-5;

- Carlton Ferry, nr. Snaith, (R.Aire)1774;
- Coniston Cold, (R.Aire), 1763;
- Ferrybridge, (R.Aire), 1797–1804) ;
- Marle Bridge (R.Dearne), nr. Darfield, 1766;
- Selby, 1795 in part for the wooden bridge at.

### Puentes privados
- Blyth, Notts., dated 1776, (now public);
- Denton Park, c. 1770;
- Harewood Park, Yorks. c. 1771;
- Norton Place Park, Lincs., c. 1776;
- Unexecuted bridge designs for Wentworth Woodhouse, Yorks.

### Arquitectura doméstica
- The New Lodge, New Lodge, Barnsley (c. 1760) –  Construida para sí mismo
- Kirby Hall, Ouseburn, 1747-c.55, dem.
- Huthwaite Hall, Thurgoland, 1748;
- Askham Hall, Askham Richard, Yorks., c. 1750 dem;
- Thorp Arch Hall, 1750-4;
- Gledhow Hall, Gledhow, Roundhay, Leeds c. 1764 for J. Dixon;
- Arncliffe Hall, Ingleby Arncliffe, c. 1750-4;
- York, No. 47, Bootham, 1752;
- Campsmount, Campsall near Doncaster, 1752-5 dem;
- Leeds, town house for J. Dixon 1753; Northallerton, 84 High Street, c. 1754.
- Heath Hall, near Wakefield, 1754–80;
- York, Petergate, house for J. Mitchell, 1755 dem;
- York, Fairfax House, 27 Castlegate, circa 1755–62; Gilling Castle
- Howsham Mill, near Malton, c. 1755;
- Plompton Hall, near Knaresborough, c. 1755–62;
- York, Garforth House, No. 54 Micklegate, c. 1755-7;
- Lytham Hall, Lancs., 1757–64;
- Goldsborough Hall, remodelling, c. 1750s;
- Newby Hall, remodelling, c. 1758–60;
- Everingham Hall1758-64;
- Kirklees Hall, alterations, 1759–60;
- Harewood House, 1755–71; (except the decoration of the principal rooms)
- Harewood village and other estate buildings;
- Kirkland Hall, near Garstang, Lancs. 1760 ; attributed:
- Ravenfield Hall, near Rotherham, alterations, 1760–70 dem;
- Tabley House, Cheshire, c. 1760-7;
- Hornby Castle, c. 1760–70 partly dem;
- Wentworth Woodhouse, c. 1760- 1804,completed the house, and numerous important estate buildings.
- Clints Hall nr. Richmond, dem,
- York, Castlegate House, Castlegate, 1762-3;
- Campsall Hall, alterations, 1762-4 dem;
- Stapleton Park, c. 1762-4 dem;
- Grove Hall, near Retford, Nottinghamshire remodelled c. 1762 dem;
- Constable Burton Hall, c. 1762-8;
- Escrick Park, remodelled, 1763-5;
- White Windows, Sowerby Bridge, 1763-8;
- Welbeck Abbey, Nottinghamshire 1763, 1774–7;
- Cannon Hall near Barnsley, 1764, 1778 onwards;
- Goldsborough Hall nr.Knaresborough, internal alterations, 1764-5;
- Swinton Park, nr.Masham, alterations 1764-7;
- Kirkleatham Hall, remodelling, 1764-7dem;
- Swarland Hall, near Felton, Northumberland, 1765 dem; attributed
- Courteenhall, Northamptonshire, stables, after 1765;
- York, Skeldergate, his own house, 1765-9 dem;
- Aske Hall, c. 1765-9;
- Boynton Hall near Bridlington, c. 1765–80;
- Fangfoss Hall, East Yorkshire c. 1766-;
- Halifax, Somerset House and warehouse, c. 1766;
- Towneley Hall, Lancashire, interiors, 1766-7,
- Pye Nest near Halifax, 1767dem;
- Thoresby Hall, Nottinghamshire. 1767–71 dem;
- Castle William, Budby Nottinghamshire, Thoresby Hall Estate c 1767
- Auckland Castle, Bishop Auckland, County Durham, alterations c. 1767–72; attributed
- Raby Castle, County Durham, remodelled, 1768–88;
- Leeds, Bridge End, house for Mr. Green, before 1769;
- Kilnwick Hall, remodelled 1769–72, 1781 dem;
- The Shay, nr. Halifax, c. 1770dem;
- Byram Hall and farm, nr.Ferrybridge, remodelled c. 1770, largely dem;
- Gledstone Hall and stables nr. Skipton, c. 1770 house dem; attributed:
- Aston Rectory, near Rotherham, c. 1770;
- Sedbury Park, near Richmond, alterations c. 1770 house dem;
- Denton Hall, Wharfedale, 1769–81;
- Chesters, near Hexham, Northumberland, 1771;
- Aston Hall, near Rotherham, 1760s;
- Thirsk Hall, additions, 1771-3;
- London, Burlington House, Piccadilly, internal alterations, c. 1771-5dem;
- Ormesby Hall near Middlesbrough, stables and entrance lodge, c. 1772; attributed:
- Redbourne Hall, Lincolnshire, alterations, 1773;
- Blyth Hall, Nottinghamshire, 1773-6dem;
- Leventhorpe Hall, near Leeds,1774;
- Castle Howard, alterations and stables, 1774–82;
- Panton Hall, near Wragby, Lincolnshire, remodelling, 1775dem;
- Ribston Hall, near Knaresborough, alterations and stables, c. 1775; attributed
- Norton Place, Bishop Norton, Lincolnshire 1776;
- Billing Hall, Great Billing, Northamptonshire, 1776 dem;
- Basildon Park, Berkshire, 1776;
- Colwick Hall, Nottinghamshire, remodelled 1776;
- Middleton Lodge, Middleton Tyas, 1777–80;
- Sledmere, Castle Farm and designs for Sledmere House 1778;
- Clifton Hall, Notts. alterations, 1778–97;
- Staunton in the Vale Hall, Nottinghamshire, alterations 1778 -85;
- Bolling Hall, near Bradford, alterations 1779-80;
- Thornes House, near Wakefield,designs for house, 1779-81dem;
- Langford Hall, Nottinghamshire c. 1780;
- Badsworth Hall, c. 1780dem;
- New Lodge, Wakefield Road, Barnsley, c. 1780;
- Wiganthorpe Hall, near Malton, c. 1780dem;
- Buxton, Derbyshire, The Crescent, St. Ann’s Well, and Great Stables. 1779–90;
- Grimston Garth, near Aldborough, 1781-6;
- Chatsworth House, Derbyshire, internal redecoration, c. 1782-4; (and for the same patron, the repair of Hardwick Hall).
- Clifton House, Rotherham,1783;
- Holker Hall, near Cartmel, Lancashire, minor works c. 1783, 1787;
- Workington Hall, Cumberland, extensive remodelling, 1783–91
- Belle Isle, Windermere, for the same patron. and minor changes to
- Cradside House Scotland.
- Sand Hutton Park, 1786dem;
- Eastwood House, Rotherham, 1786-7dem;
- Farnley Hall, near Otley, major extension, 1786–90;
- Castle William, Budby, Nottinghamshire, c. 1789;
- Durham Castle, remodelled gateway 1791;
- Bretton Hall, alterations, 1790s;
- Leck Hall, c. 1790s
- Wood Hall, near Wetherby, c. 1795;
- Fawley Court, Buckinghamshire, lodges, 1797-9;
- Belle Vue (Claife Viewing Station) near Hawkshead, Lancashire, belvedere c. 1799;
- Coolattin Park (Malton House), Shillelagh, County Wicklow, Ireland 1800–1808;
- "Milton Hall, near Peterborough, Northamptonshire, internal alterations c. 1803 and orangery, 1788-9;
- Upleatham Hall, alterations, date uncertain;
- Tankersley Park, temple, date uncertain;
- Obelisk and monument: Knox’s Hill, Armagh, 1782-3;
- Bramham Park, after 1773; attributed:
- Wall monument, Otley All Saints, to Francis Fawkes of Farnley Hall, 1754, signed J Carr.
- Wall monument design for Buxton family (Goodchild Collection Wakefield)
- Wood Hall Yorkshire
- Chevet Hall, Wakefield (dem) and stable block
- Hook Moor Lodges, Great North Road A1 Aberford, West Yorkshire, part of the Parlington Hall Estate;

## Galería

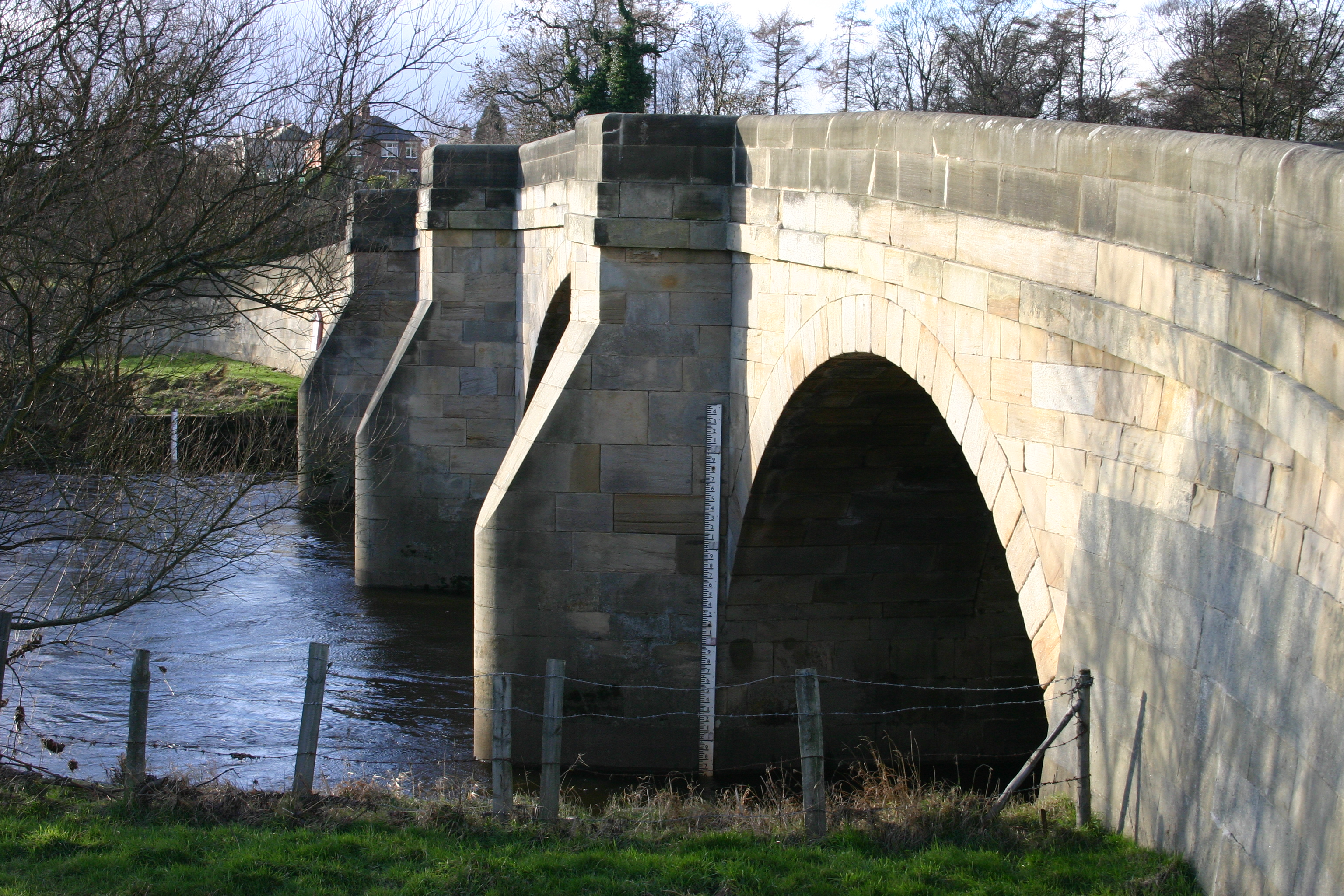
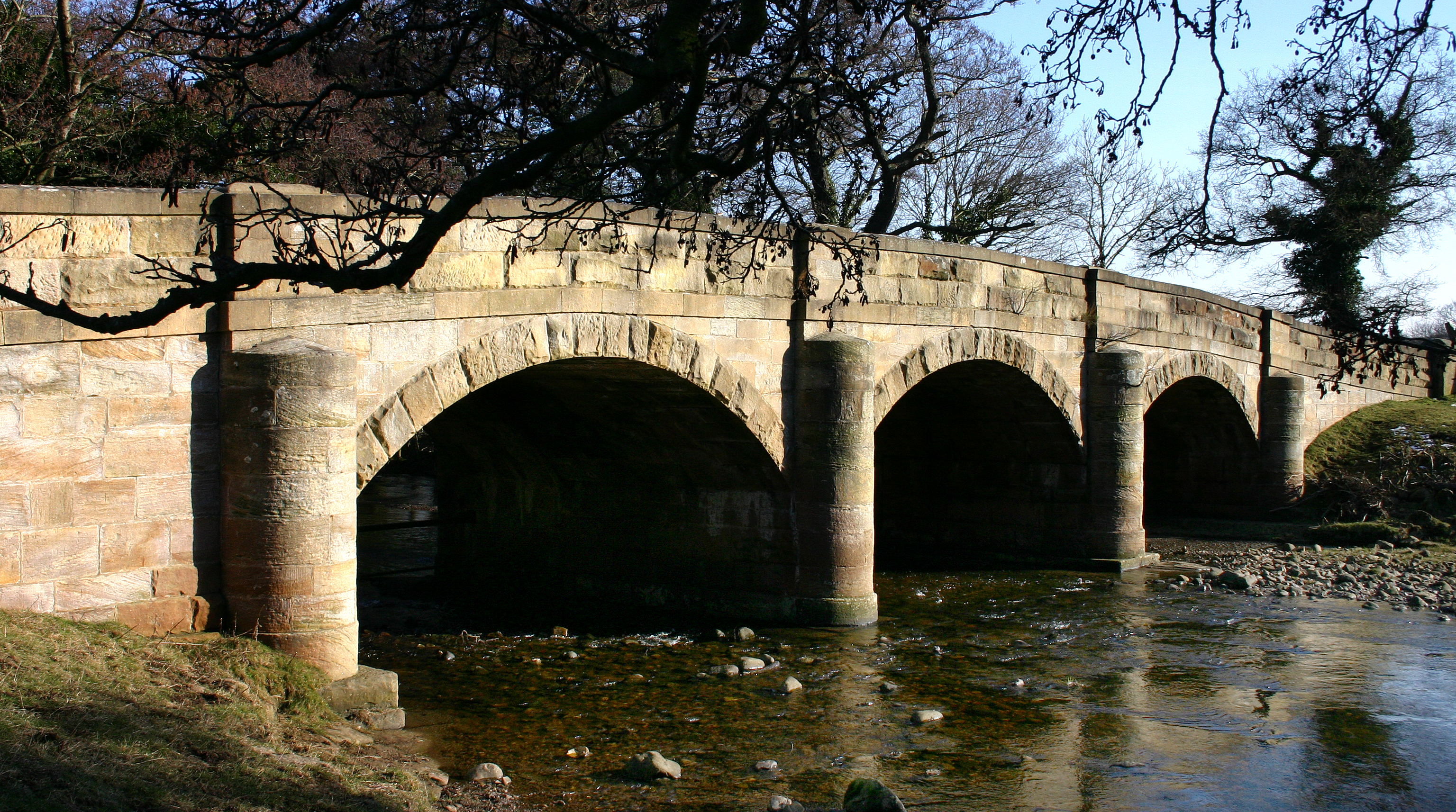
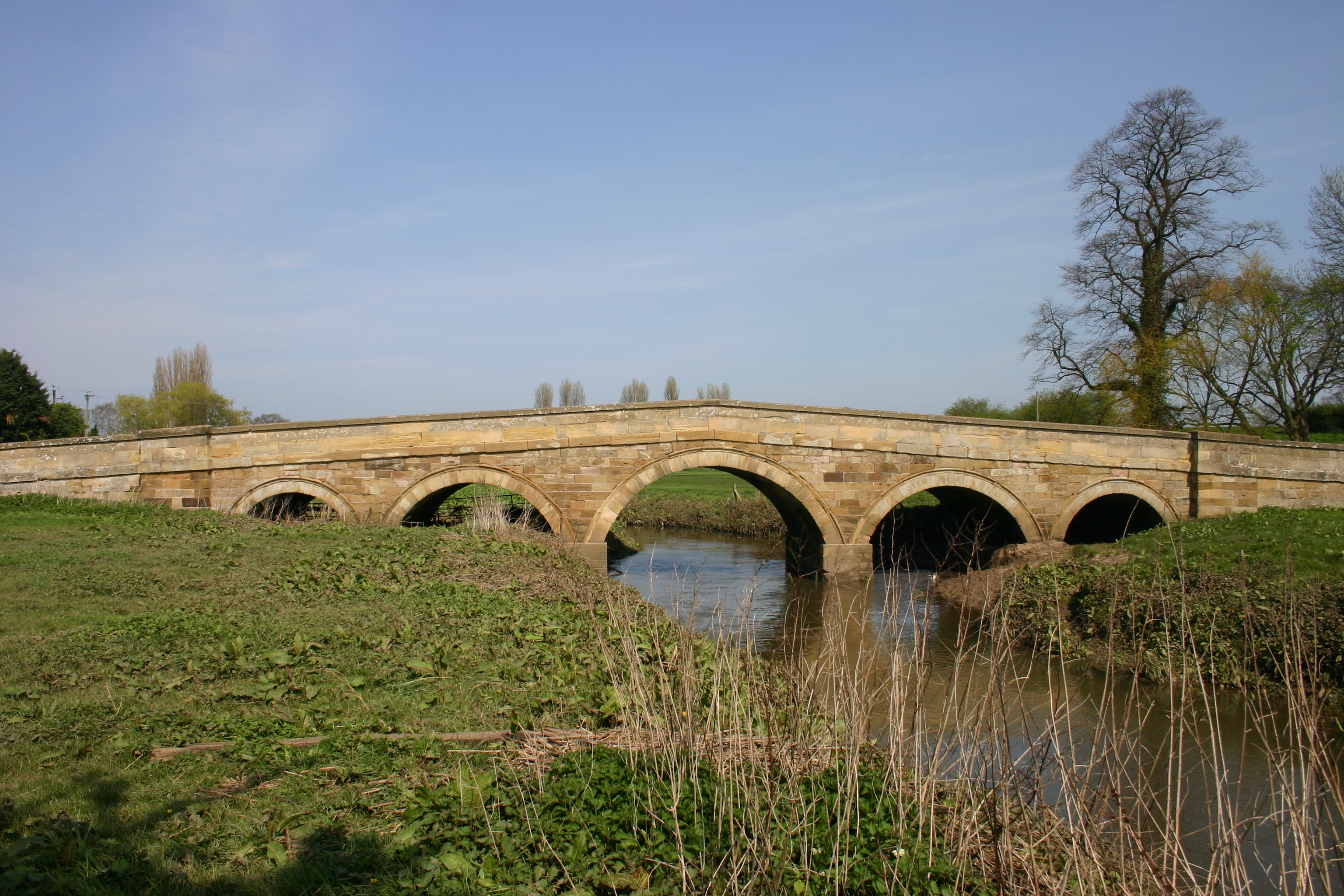
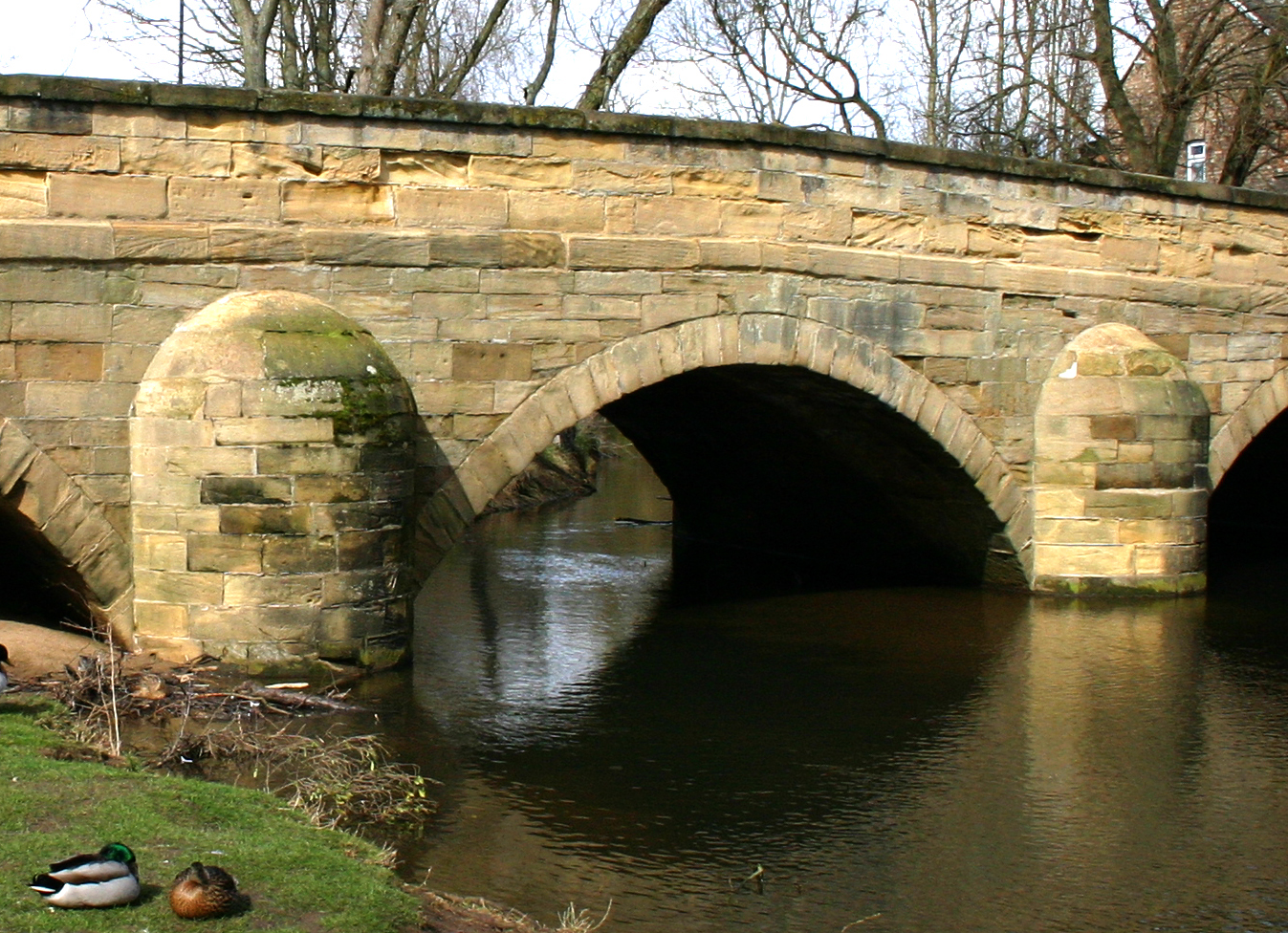
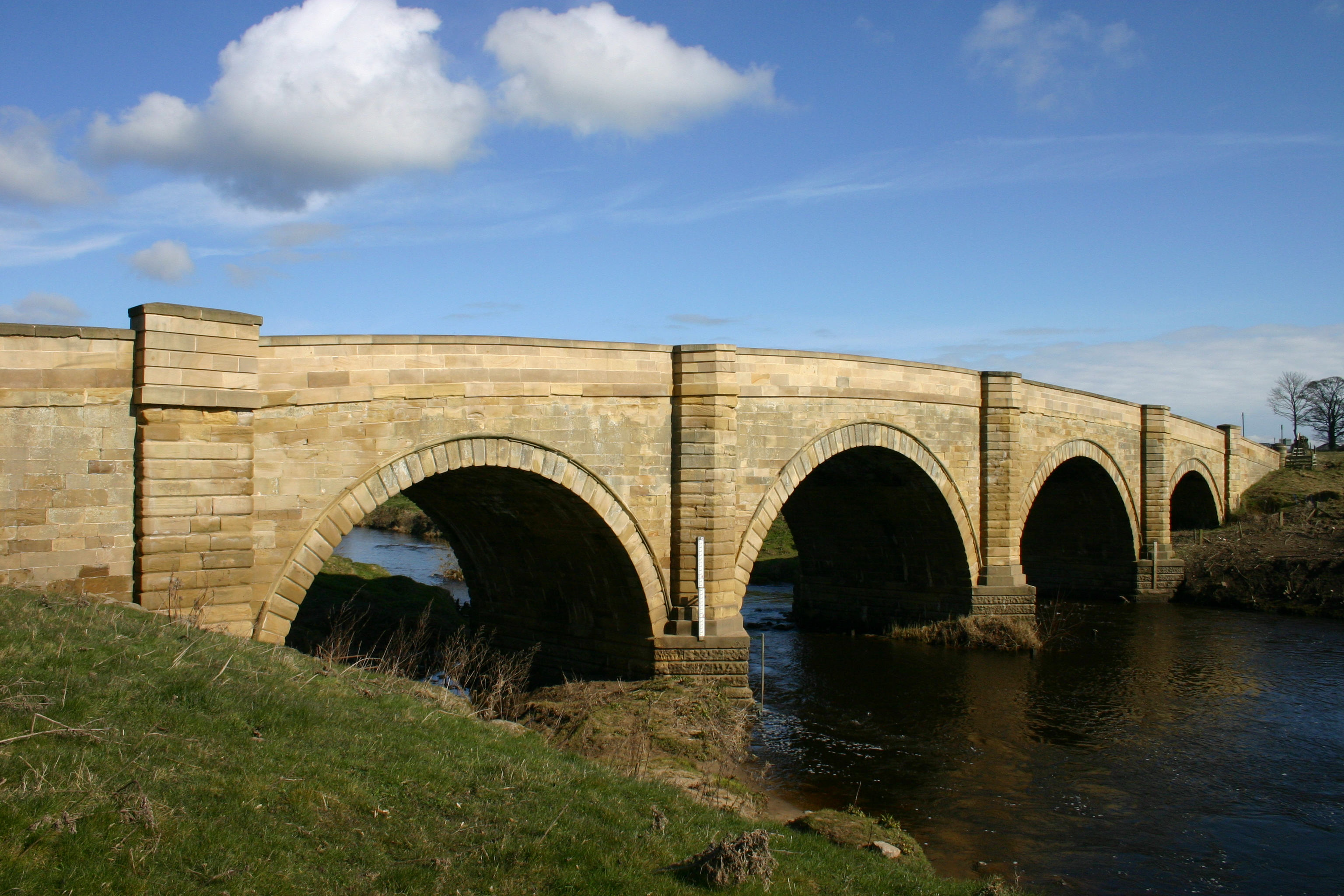
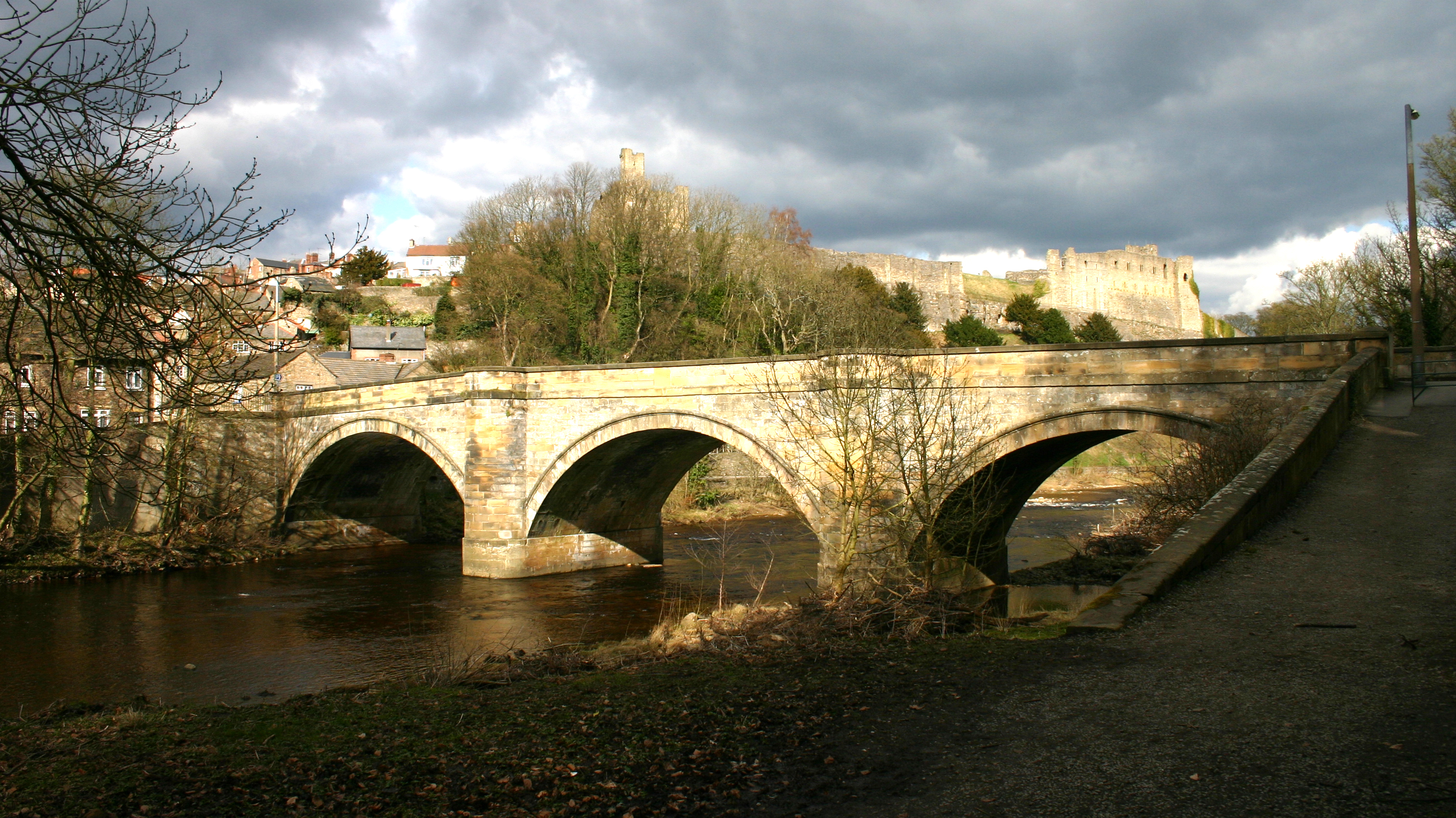
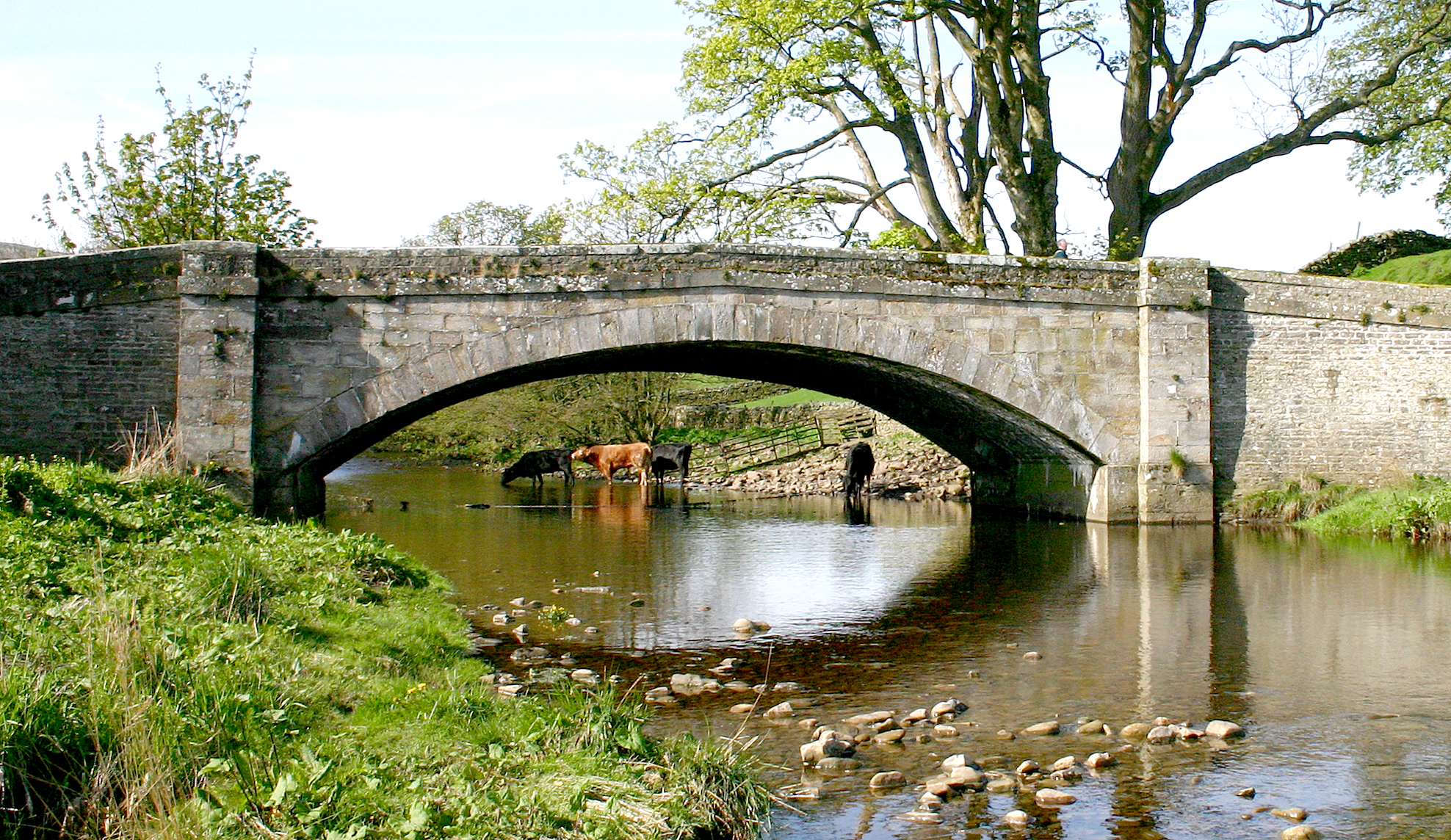